# جمال الكندري
جمال أحمد جمال محمد حسين الكندري، نائب سابق في مجلس الأمة الكويتي عن الحركة الدستورية الإسلامية - حدس فاز بالانتخابات البرلمانية لمرتين انتخابات 1992 وانتخابات 2006 .

## حياته الشخصية
ولد جمال احمد جمال محمد الكندري في الكويت ، وهو من مواليد العام 1952 ، حاصل على ليسانس آداب قسم تاريخ من جامعة الكويت ، وهو عضو جمعية المعلمين وجمعية الخريجين .

## نشاطه السياسي البرلماني
شارك في انتخابات مجلس الأمة الكويتي 1985 في الدائرة الثالثة عشر، وحصل على المركز الثالث برصيد 1057 صوت وخسر الانتخابات ، وشارك في انتخابات مجلس الأمة الكويتي 1992 في الدائرة الثالثة عشر، وحصل على المركز الثاني برصيد 1516 صوت وفاز بالانتخابات ، وشارك في انتخابات مجلس الأمة الكويتي 1996 في الدائرة الثالثة عشر، وحصل على المركز الثالث برصيد 1687 صوت وخسر الانتخابات ، وشارك في انتخابات مجلس الأمة الكويتي 1999 في الدائرة الثالثة عشر، وحصل على المركز الثالث برصيد 1735 صوت وخسر الانتخابات ، وشارك في انتخابات مجلس الأمة الكويتي 2003 في الدائرة الثالثة عشر، وحصل على المركز الثالث برصيد 1765 صوت وخسر الانتخابات ، وشارك في انتخابات مجلس الأمة الكويتي 2006 في الدائرة الثالثة عشر، وحصل على المركز الأول برصيد 4145 صوت وفاز بالانتخابات ، وشارك في انتخابات مجلس الأمة الكويتي 2008 في الدائرة الأولى، وحصل على المركز الحادي عشر برصيد 5716 صوت وخسر الانتخابات.

## وصلات اخرجية
- جمال الكندري